# 林堤乡
林堤乡，是中华人民共和国西藏自治区那曲市嘉黎县下辖的一个乡镇级行政单位。

## 行政区划
林堤乡下辖以下地区：
恰查村、沃索村、林堤村、江久村、帕隆巴村、央热村和仓康村。